# Theódór Elmar Bjarnason
Theódór Elmar (Teddy) Bjarnason (Reykjavík, 4 maart 1987) is een IJslands voetballer die als middenvelder speelt.

## Clubcarrière
Theódór Elmar begon zijn carrière bij KR Reykjavík en speelde vier jaar bij Celtic FC, waar hij niet doorbrak. Nadat hij anderhalf jaar in Noorwegen bij FC Lyn Oslo had gespeeld, tekende Theódór Elmar begin 2009 een contract bij het Zweedse IFK Göteborg. Sinds 2012 kwam hij uit voor het Deense Randers FC, waarvoor hij meer dan zeventig competitieduels speelde. In het laatste seizoen bij de club, het seizoen 2014/15, maakte Theódór Elmar drie doelpunten in 29 wedstrijden. In juli 2015 maakte hij de overstap naar Aarhus GF, waarvoor Theódór Elmar op 19 juli 2015 zijn eerste wedstrijd speelde (tegen Brøndby IF, 2–1 winst). In 2017 ging hij naar het Turkse Elazığspor. Hij speelde daar ook voor Gazişehir Gaziantep en Akhisar Belediyespor. Na een korte periode in Griekenland bij PAS Lamia, keerde hij in 2021 terug bij KR, waar hij speelde tot 2025 en ook aanvoerder was. Sinds februari 2025 speelt hij voor KV Reykjavík.

## Interlandcarrière
Van 2007 tot en met 2018 speelde hij in het IJslands voetbalelftal. Op 9 mei 2016 maakte bondscoach Lars Lagerbäck bekend Theódor Elmar Bjarnason mee te nemen naar het Europees kampioenschap in juni 2016. Het was voor het eerst dat IJsland zich voor een groot toernooi had geplaatst. Theódor Elmar had hier een belangrijke inbreng toen hij in de beslissende laatste wedstrijd van de groepsfase in de blessuretijd tegen Oostenrijk als invaller de voorzet gaf waaruit Arnór Ingvi Traustason de winnende treffer (2-1) scoorde, waardoor IJsland doorging. IJsland boekte vervolgens een sensationele 2-1 overwinning op Engeland en ook in deze wedstrijd kwam Theódor Elmar als invaller in het veld.  IJsland werd in de kwartfinale uitgeschakeld door gastland Frankrijk, dat met 5–2 won.